# Archeochaete kuehnemannii
Archeochaete kuehnemannii là một loài rêu trong họ Pseudolepicoleaceae. Loài này được R.M. Schust. mô tả khoa học đầu tiên năm 1963.